# Najemnicy (film 1970)
Najemnicy (ang. You Can't Win 'Em All) – amerykańsko-brytyjski film przygodowy z 1970 roku w reżyserii Petera Collinsona.

## Fabuła
Rok 1922, wojna Wojna grecko-turecka (1919–1922). Grupa amerykańskich awanturników pod wodzą Josha Corey'a i jego wspólnika Dyera przyjmuje propozycję tureckiego gubernatora Osman Beja eskortowania jego córek do Mekki za sowitym wynagrodzeniem. Podróż obfituje w wiele niebezpieczeństw, zwłaszcza że okazuje się, iż prawdziwym celem podróży jest port w Kairze, skąd córki Beja mają udać się w bezpieczne miejsce wraz z ładunkiem złota (o którym najemnicy dowiadują się przez przypadek). Po licznych utarczkach z lokalnymi bandytami i oddziałami greckiej armii, najemnicy wykonują zadanie, niejednokrotnie ocierając się o śmierć. Jednak dla samego Corey'a i Dyera zakończenie eskapady, dzięki przebiegłości opiekunki córek – Aili, oznacza nic innego jak powrót do tułaczego życia.  

## Obsada aktorska
- Tony Curtis – Adam Dyer
- Charles Bronson – Josh Corey
- Michèle Mercier – Aila
- Grégoire Aslan – Osman Bey
- Fikret Hakan – płk Ahmed Elçi
- Salih Güney – kpt. Enver
- Patrick Magee – Mustafa Kayan
- Tony Bonner – Reese
- John Acheson – Davis
- Horst Janson – Wollen
- Leo Gordon – Bolek
- Reed De Rouen – oficer US Navy
- Paul Stassino – major

i inni. 

## O filmie
Film w całości kręcono na terenie Turcji, w tym również w Stambule. Zdjęcia trwały niecałe trzy miesiące. Na planie doszło do kilku wypadków, w tym 2-3 śmiertelnych. Obraz zyskał negatywne oceny krytyków. 